# Gaurotes filiola
Gaurotes filiola là một loài bọ cánh cứng trong họ Cerambycidae.